# شهرستان ژاوان
شهرستان ژاوان (به لاتین: Zhao'an County) یک شهرستان‌های جمهوری خلق چین در چین است که در جانگجاو واقع شده‌است.